# كارثة فوكوشيما داي إتشي النووية (مفاعل الوحدة الثانية)

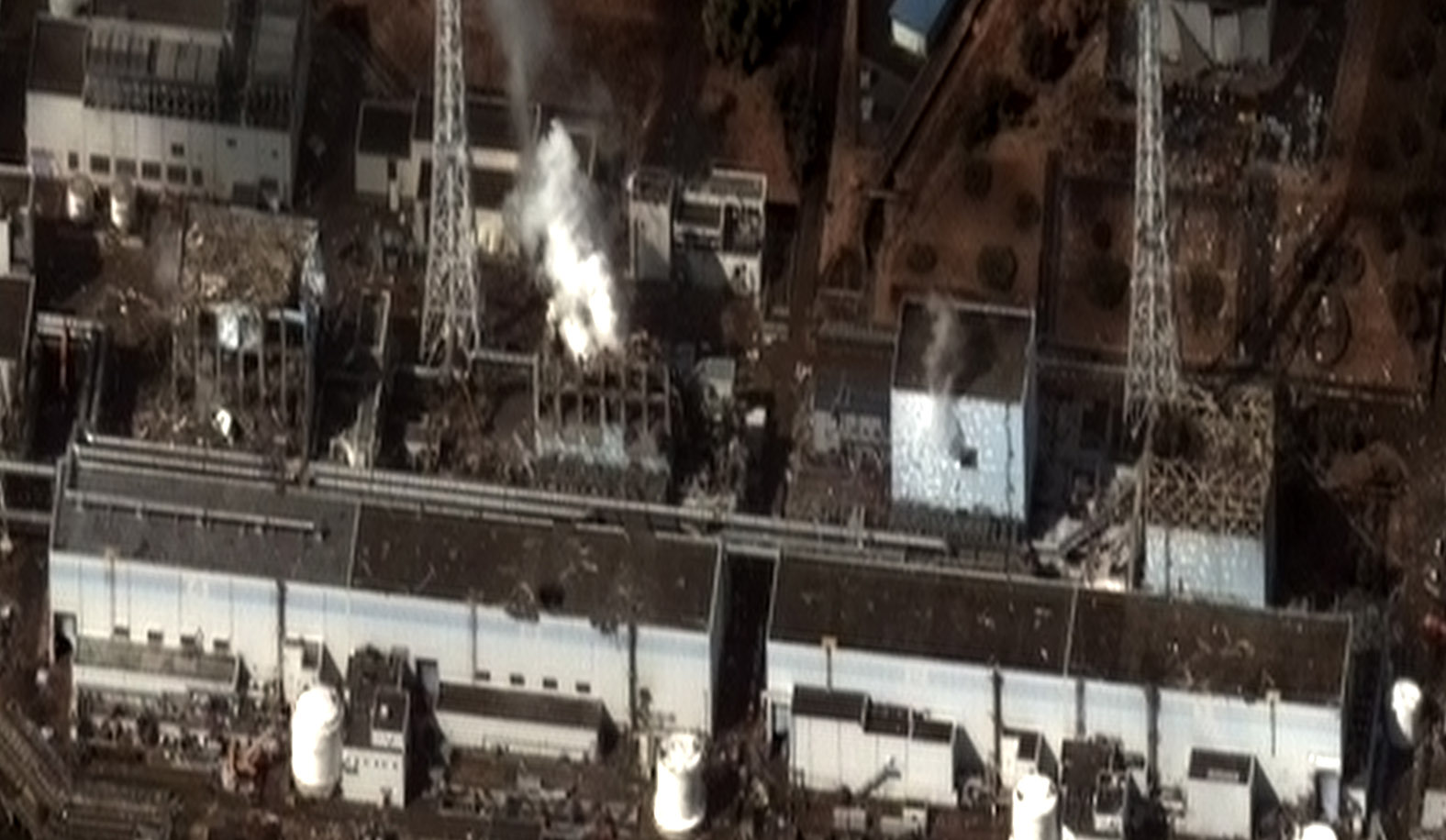

كارثة فوكوشيما داي إتشي النووية (بالإنجليزية: Fukushima Daiichi nuclear disaster)‏، كانت سلسلة من أعطال المعدات، والانصهارات النووية، وتحرر المواد النشطة إشعاعيًا بمحطة فوكوشيما النووية الأولى، عقب زلزال وتسونامي توهوكو يوم 11 مارس عام 2011. وتعتبر هذه الكارثة أكبر كارثة نووية حدثت منذ كارثة تشيرنوبل عام 1986.

## السياق

### حدث 11 مارس عام 2011
تضم المحطة ستة مفاعلات منفصلة للماء المغلي، والمصممة بواسطة شركة جنرال إلكتريك، وتشرف شركة طوكيو للطاقة الكهربائية (تيبكو) على صيانتها. أُفرغ المفاعل الرابع في وقت الزلزال من وقوده، بينما وُضع المفاعلان الخامس والسادس في وضع الإغلاق البارد ليخضعا للصيانة المخطط لها. أُغلق كل من المفاعل الأول والثاني والثالث بشكل آلي عقب الزلزال مباشرةً، وشُغلت مولدات الطوارئ للتحكم في الإلكترونيات وأنظمة التبريد. غمرت التسونامي، التي حدثت عقب الزلزال، الغرف السفلية بالمياه حيث توجد مولدات الطوارئ. وفشلت هذه المولدات المغمورة بالمياه في العمل، وانقطعت الطاقة الكهربية عن المضخات الهامة التي تدير حركة مياه التبريد لتحمي المفاعلات من الانصهار. وازدادت حرارة المفاعلات بدرجة كبيرة، عندما توقفت هذه المضخات عن العمل، بسبب حرارة الاضمحلال الكبيرة الناتجة عن النشاط النووي، والتي نتجت في الأيام القليلة الأولى بعد إغلاق المفاعل النووي. بدأت حرارة قضبان الوقود النووي المستهلك الموجودة بالمفاعلات في الارتفاع بصورة شديدة، عقب غليان المياه الموجودة في المفاعلات وانخفاض مستوى المياه في مجمعات قضبان الوقود المستهلك. وبدأت كل من المفاعل الأول والثاني والثالث في الانصهار النووي خلال الساعات اللاحقة. وأمرت الحكومة باستخدام مياه البحر في تبريد هذه المفاعلات، في محاولة لإيقاف هذا الانصهار النووي، لعدم توفر أي بديل آخر آنذاك. وازداد وضع الانصهار النووي سوءًا بسبب التأخر في تنفيذ هذه الإجراءات، ما أدى إلى تراكم أغلب الوقود المنصهر في قاع وعاء المفاعل. 
سببت الحرارة والضغط الناتجان عن المفاعلات المنصهرة تفاعلًا بين الغطاء المعدني للوقود النووي والمياة المتبقية لينتج غاز الهيدروجين المتفجر. وقعت العديد من الانفجارات الكيميائية بسبب امتزاج الهيدروجين بالهواء، في أثناء مكافحة العمال لتبريد وإغلاق المفاعلات. أدى القلق بوقوع انفجارات صغيرة متكررة، وانتشار الغازات النشطة إشعاعيًا بالغلاف الجوي، واحتمالية وقوع انفجارات أكبر إلى إخلاء مساحةً بقطر 20 كيلومترًا حول المحطة النووية. وخلال الأيام الأولى من الحادثة، صدرت أوامر بإخلاء العاملين بالمحطة بصورة مؤقتة في أوقات مختلفة لأسباب أمنية متعلقة بالإشعاع النووي. وفي الوقت نفسه، أُعيدت مياه البحر التي سبق وتعرضت لقضبان الوقود إلى البحر ساخنةً ونشطةً إشعاعيًا بكميات كبيرة لعدة أشهر حتى وُضعت وحدات إعادة التدوير في أماكنها لتبريد كميات محدودةً من المياه وإعادة استخدامها في عمليات التبريد بشكل متكرر. أعاقت التلفيات الناتجة عن الزلزال والفيضانات في أعقاب التسونامي المساعدات الخارجية. استُعيدت الطاقة الكهربية على نحو بطيء لبعض المفاعلات، ما سمح بعمليات التبريد الآلي. 
قيَّم المسؤولون اليابانيون هذه الحادثة باعتبارها حادثةً من المستوى الرابع طبقًا للمقياس الدولي للحوادث النووية (أينيس)، بالرغم من رؤية بعض الوكالات الدولية الأخرى أنه كان ينبغي أن يأخذ مستوًى أعلى. رُفع هذا المستوى لاحقًا إلى المستوى الخامس وأخيرًا إلى المستوى السابع، وهو المستوى الأعلى ضمن مستويات هذا المقياس. انتُقدت الحكومة اليابانية وشركة تيبكو في الصحافة الأجنبية بسبب تواصلهم السيئ مع العامة وجهود التنظيف الارتجالية. أعلن أمين مجلس الوزراء الياباني يوكيو إيدانو، في يوم 20 مارس عام 2011، عن خروج هذه المحطة من الخدمة بعد نهاية الأزمة.
قدَّرت الحكومة اليابانية الكمية الكلية للمواد النشطة إشعاعيًا التي انتشرت في الغلاف الجوي بنحو عشر الكمية المنتشرة في حادثة تشيرنوبل تقريبًا. انتشرت كميات كبيرة أيضًا من هذه المواد الإشعاعية إلى الأرض ومياه المحيط. وبينت القياسات التي أجرتها الحكومة اليابانية على مسافة 30 إلى 50 كيلومترًا من المحطة وجود مستويات عاليةً من السيزيوم 137 بصورة تستدعي القلق، ما أدى إلى حظر الحكومة لبيع الأغذية المزروعة في هذه المنطقة. أوصى المسؤولون اليابانيون بعدم استخدام مياه الصنبور في تحضير الطعام للأطفال مؤقتًا. وأعلنت شركة تيبكو في مايو 2012 عن انتشار 900 بيكريل «إلى الغلاف الجوي في شهر مارس فقط لعام 2011»، على الرغم من الاتهامات بدفع بعض الموظفين إلى الكذب، وإعطاء قراءات خاطئة لهذه القياسات للتستر على المستويات الحقيقية للإشعاع. 
صرحت السلطات اليابانية، يوم 16 ديسمبر عام 2011، باستقرار الوضع في المحطة، على الرغم أن إزالة التلوث من المناطق المحيطة بها، وإخراجها من الخدمة، سيستغرق عقودًا. عيَن البرمان الياباني، يوم 5 يوليو عام 2012، لجنة التحقيق المستقلة في حادثة فوكوشيما النووية (NAIIC)، التي قدمت تقرير تحقيقها إلى البرلمان الياباني، بينما عينت الحكومة اليابانية لجنة التحقيق في حادثة محطات فوكوشيما للطاقة النووية التابعة لشركة طوكيو للطاقة الكهربائية، والتي قدمت تقريرها النهائي إلى الحكومة اليابانية في يوم 23 يوليو عام 2012. اعترفت شركة تيبكو، لأول مرة في يوم 12 أكتوبر عام 2012، بأنها فشلت في اتخاذ تدابير أقوى لمنع مثل هذه الكوارث خوفًا من قيام الدعاوى القضائية أو الاحتجاجات ضد محطاتها النووية.
سُجل أعلى مستوًى للإشعاع الصادر من المفاعل الثاني في يوم 2 فبراير عام 2017، بمعدل 730 زيفرت في الساعة.

### الآثار على العاملين والسكان المحليين
قُتل عدد قليل من العاملين بالمحطة، أو أُصيبوا بإصابات بالغة بسبب ملابسات هذه الكارثة التي نتجت عن الزلزال. لم يكن هناك أي حالات وفاة فورية بسبب التعرض المباشر للإشعاع، ولكن تعرض ستة عاملين على الأقل إلى كميات من الإشعاع تتعدى الحدود القانونية المسموح بالتعرض لها خلال كامل حياتهم، وتعرض أكثر من 300 عامل إلى جرعات كبيرة من الإشعاع. تراوحت حالات السرطان المستقبلية، والمتنبأ بوقوعها، بسبب التعرض المستمر للإشعاع عند السكان القاطنين بالقرب من فوكوشيما بين عدم وجود وفيات إلى 100 حالة سرطان إلى «تخمين» غير خاضع لمراجعة الأقران باحتمالية وفاة 1000 حالة بسبب السرطان. 

## مفاعل الوحدة الثانية

### مجمع الوقود المستهلك
أُضيفت مياه البحر إلى مجمع الوقود المستهلك يوم 20 مارس عام 2011 عبر خط تبريد مجمع الوقود. واستُخدمت المياه العذبة منذ يوم 29 مارس نفس العام.
وفي يوم 31 مايو، حُول نظام التبريد بمجمع الوقود المستهلك من نظام الحقن المائي إلى نظام التبريد الدوري.

### استخدام مياه البحر في التبريد
أصدرت الحكومة اليابانية أمرًا، يوم 14 مارس عام 2011 في الساعة 20:05 حسب توقيت اليابان القياسي، بحقن مياه البحر إلى الوحدة الثانية في جهود جديدة لتبريد قلب المفاعل. اتُخذ هذا الإجراء باعتباره حلًا أخيرًا لأنه يدمر المفاعل. بدأت شركة تيبكو عمليات التبريد بمياه البحر في الساعة 16:43. واستُخدمت المياه العذبة لتبريد قلب المفاعل بدءًا من يوم 26 مارس نفس العام.

### التلوث الإشعاعي بالمياه الجوفية
أُعلن في يوم 27 يوليو عام 2013 عن وجود مستويات عالية جدًا من التريتيوم والسيزيوم في حفرة تحتوي على نحو 5000 متر مكعب من المياه في الجانب البحري من مبنى مفاعل الوحدة الثانية. وُجدت كميات من التريتيوم بلغت 8.7 مليون بيركيل لكل لتر، ومن السيزيوم 2.35 مليار بيركيل لكل لتر. كانت مفوضية الرقابة النووية (NRA) قلقةً من أن التسريبات الموجودة في هذا المكان يمكن أن ترفع من مستويات التريتيوم في البحر، ومن استمرار تدفق المياه من المفاعل عبر مبنى التوربينات وإلى هذه الحفرة. ولكن ظنت شركة تيبكو أن هذا التلوث كان موجودًا منذ الأيام الأولى من الكارثة في عام 2011، وظل باقيًا في مكانه. ومع ذلك، ستسيطر شركة تيبكو على الموقع والتسريبات الموجودة به، وستسد التربة حول هذه الحفرة.